# Unsuk Chin
Unsuk Chin (hangul : 진은숙 ; hanja ; 陳銀淑 ; Chin Unsuk), née le 14 juillet 1961 à Séoul, en Corée du Sud, est une compositrice sud-coréenne de musique classique européenne, une musique en partie électronique aux résonances harmoniques. Elle vit à Berlin.

## Biographie
Elle est née en 1961 à Séoul. Après une enfance difficile, marquée par le manque d'argent et la perte de son père à l'âge de seize ans, Chin a étudié la composition à l'université nationale de Séoul avec Sukhi Kang, puis à Hambourg de 1985 à 1988 à la Hochschule für Musik und Theater avec György Ligeti ; l'enseignement de celui-ci a fortement contribué à la définition de son propre style, beaucoup plus que l'influence coréenne qu'elle nie. Alors qu'elle était encore étudiante auprès de Ligeti, elle remporte en 1985 le prix international Gaudeamus des compositeurs. Elle emploie des instruments traditionnels aussi bien qu'électroniques dans ses œuvres (comme avec Xi, 1998). Selon ses propres mots, « la virtuosité [la] fascine », ce qui explique la difficulté démoniaque de son concerto pour violon, pour lequel elle a gagné un Grawemeyer Award en 2004, et de son double concerto pour piano, percussion, et ensemble de 2002,.
Sa pièce la plus connue, Akrostichon-Wortspiel, pour soprano et ensemble (1991/1993), est une illustration idéale de son style, fait d'un raffinement instrumental et vocal très poussé, mais aussi ludique et accessible. La pièce évoque, à partir d'un texte fait d'onomatopées, le monde de l'enfance. La pièce a été enregistrée par la soprano finlandaise Piia Komsi avec l'Ensemble intercontemporain et Kazushi Ōno.
Son premier opéra, Alice in Wonderland, a été créé le 30 juin 2007 à l'Opéra d'État de Bavière sous la direction de Kent Nagano. Il témoigne de la fascination de Chin pour la voix, qui se traduit notamment par son travail suivi avec Piia Komsi.
Elle a composé plusieurs concertos : un Concerto pour piano (1997), un concerto pour violon en 2001 (Grawemeyer Award), un concerto pour violoncelle (2009), commandé et créé par Alban Gerhardt aux Proms et Šu pour sheng et orchestre en 2009.
En février 2023, Radio France lui rend hommage lors du Festival Présences consacré à son œuvre. Elle pense que « la musique contemporaine est souvent pseudo-philosophique », et préfère « quand ça va vite ». « Je n'aime pas que l'on se prenne au sérieux », précise-t-elle encore.
Elle est mariée au pianiste finlandais Maris Gothoni, et vit à Berlin.
En 2024, Unsuk Chin est lauréate du prix Ernst-von-Siemens.